# Ллантен, Мисаэль
Мисаэль Беньямин Ллантен Летелье (исп. Misael Benjamín Llantén Letelier; род. 7 февраля 1999, Сантьяго) — чилийский футболист, играющий на позиции полузащитника. Ныне выступает за чилийский клуб «Сан-Маркос де Арика».

## Клубная карьера
Ллантен является воспитанником «Коло-Коло». 8 декабря 2016 года дебютировал за «Коло-Коло» в чилийском чемпионате в поединке против «Палестино», выйдя на замену на 65-й минуте вместо Ивана Моралеса Браво.